# Listă de scriitori salvadorieni
Aceasta este o listă de scriitori salvadorieni.
- Alberto Masferrer  (1868-1932)
- Alfonso Quijada Urías  (n. 1940)
- Alfredo Espino (1900-1928)
- Arturo Ambrogi (1874-1936)
- Carlos Alberto Soriano (n. 1971)
- Álvaro Menen Desleal (1932-2000)
- Carmen González Huguet (n. 1958)
- Claribel Alegría (n. 1924)
- Claudia Hernández  (n. 1975)
- Claudia Lars (1899-1974)
- David Escobar Galindo  (n. 1943)
- Edwin Ernesto Ayala  (n. 1966)
- Francisco Andrés Escobar (n. 1942)
- Francisco Gavidia  (1863-1955)
- Horacio Castellanos Moya (n. 1957)
- Hugo Lindo (1917-1985)
- Italo López Vallecillos  (1932-1986)
- Jacinta Escudos  (born 1961)
- José María Peralta Lagos (1873-1944)
- José Roberto Cea (n. 1939)
- Juan Felipe Toruño (n. 1989)
- Luis Alvarenga (n. 1969)
- Manlio Argueta (n. 1935)
- Melitón Barba  (1925-2001)
- Miguel Huezo Mixco (born 1954)
- Miguel Ángel Espino  (1903-1967)
- Nora Méndez  (born 1969)
- Pedro Geoffroy Rivas (1908-1979)
- Rafael Góchez Sosa (1927-1986)
- Rafael Francisco Góchez  (n. 1967)
- Rafael Menjívar Ochoa  (n. 1959)
- Ricardo Lindo Fuentes  (n. 1947)
- Ricardo Trigueros de León (1917-1965)
- Roberto Armijo (1937-1997)
- Roque Dalton (1935-1975)
- Salvador Salazar Arrué (Salarrué) (1899-1975)
- Waldo Chávez Velasco (1933-2005)
- Jorge Ismael García Corleto